# Craniophora navasi
Craniophora navasi là một loài bướm đêm trong họ Noctuidae.